# Dubrava-Stausee
Der Dubrava-Stausee (kroatisch: Dubravsko jezero) ist die dritte, größte und zuletzt gebaute Talsperre an der Drau in Kroatien. Die Drau, die in Kroatien Drava genannt wird, wird hier zu einem 16,6 km² großen Stausee aufgestaut. Der Speicherinhalt beträgt 93,5 Millionen Kubikmeter. Der gesamte Wasserinhalt wird durch den hohen Zufluss durchschnittlich einmal in vier Tagen ausgetauscht.
Der Staudamm aus Erdschüttmaterial wurde 1989 etwa 10 km oberhalb des Zusammenflusses von Drau und Mur bei dem nordkroatischen Donja Dubrava gebaut. Er ist bis zu 16 m hoch und im Hauptteil 492 m lang. Hinzu kommen Seitendämme mit einer Gesamtlänge von 22,8 km. Damit ist das Absperrbauwerk eines der längsten der Erde.
Im Wasserkraftwerk Dubrava wird eine Leistung von 81 MW erzeugt.